# Marek Jurek
Marek Jurek (* 28. června 1960, Gorzów Wielkopolski) je polský politik, předseda politické strany Prawica Rzeczypospolitej, někdejší místopředseda strany Právo a spravedlnost, v období od října 2005 do dubna 2007 maršálek polského Sejmu. Od roku 2014 je poslancem Evropského parlamentu.

## Biografie
Absolvoval Fakultu historie Univerzity Adama Mickiewicze v Poznani. Od konce 70. let se angažoval v opozici. V 80. letech byl spoluzakladatelem a účastníkem opozičního Hnutí mladého Polska (Ruch Młodej Polski), členem celopolských orgánů Nezávislého sdružení studentů (Niezależne Zrzeszenie Studentów) a pracoval také v redakci samizdatového tisku „Polityka Polska“ a exilového věstníku „Znaki Czasu“.
Od roku 1989 byl členem politických stran, které se označují jako pravicové: Křesťansko-národní sjednocení (ZChN, Zjednoczenie Chrześcijańsko Narodowe) a později Příměří pravice (Przymierze Prawicy), které vzniklo z konzervativních části ZChN a dalších dvou menších stran. V roce 2002 se Příměří pravice spojilo s PiS a Marek Jurek se stal místopředsedou PiS.
V letech 1995 až 2001 byl členem Zemské rady pro rozhlasové a televizní vysílání (Krajowa Rada Radiofonii i Telewizji, KRRiT), kam jej jmenoval prezident Lech Wałęsa, předsedou KRRiT od května do prosince 1995. Od roku 2014 zasedá v Evropském parlamentu.

Je ženatý, s manželkou Izabelou, kterou si vzal v roce 1984, má čtyři děti.

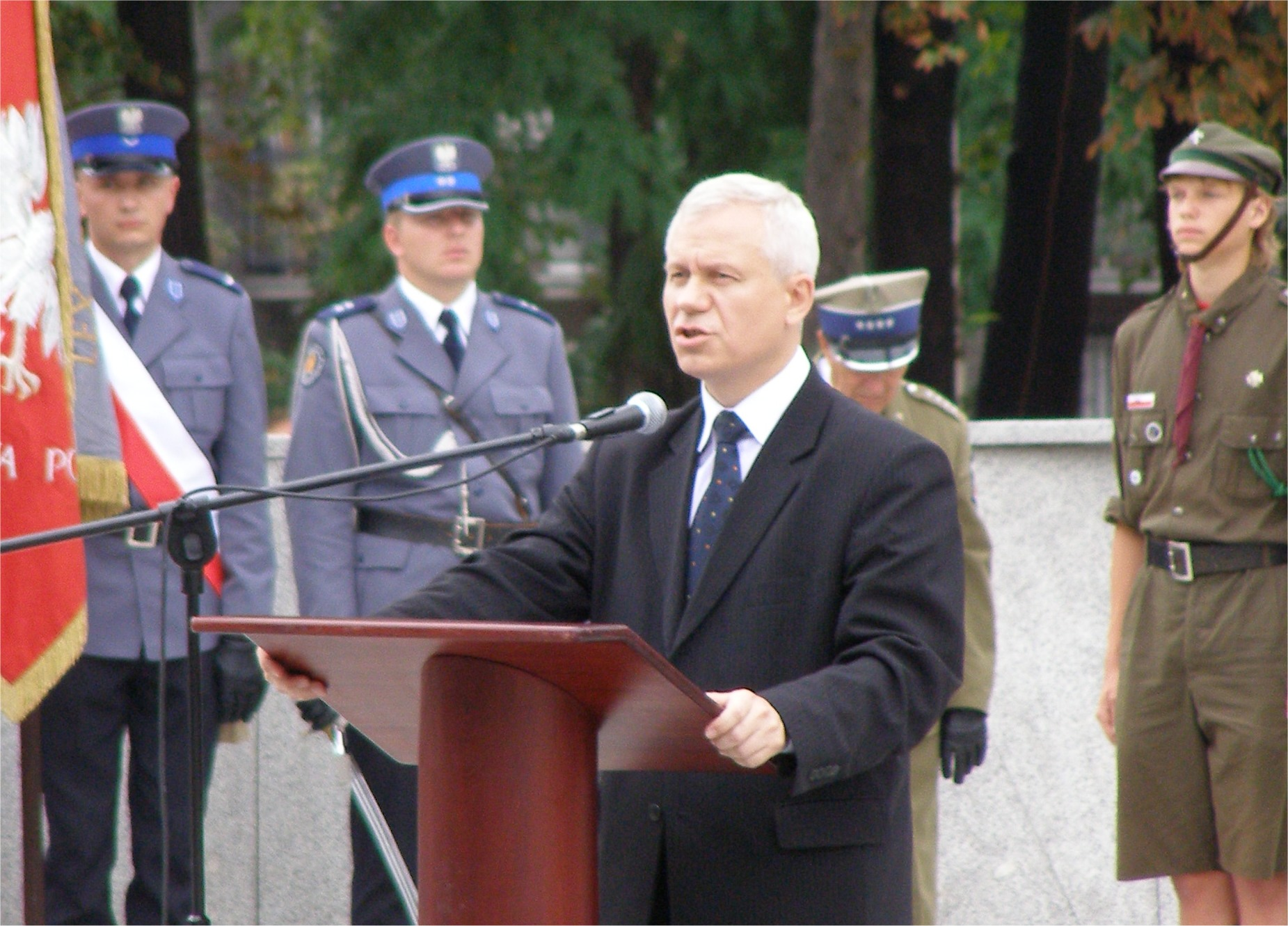
Marek Jurek

## Publikační činnost
- Jurek, Marek. Dysydent w państwie POPiS. 2008. 547 S.
- Jurek, Marek. Reakcja jest objawem życia: Kroniki radiowe 1999-2000. 2001. 187 S.